# Seminario Mayor de Pomallucay
El seminario mayor de Pomallucay, es un seminario sacerdotal peruano localizado en la provincia de Carlos F. Fitzcarrald, en la región Áncash. encargado de formar a los seminaristas para ser futuros sacerdotes de la Diócesis de Huari, en la Arquidiócesis de Trujillo.

## Historia
Fue fundado en 1995 por el obispo de Huari Ivo Baldi y el sacerdote Ugo de Censi, párroco de Chacas y líder de la Operación Mato Grosso. Se encarga de la formación de sacerdotes que suelen ser naturales de las provincias de Huari, Carlos Fermín Fitzcarrald, Asunción, Mariscal Luzuriaga, Pomabamba y Raimondi o bien italianos ligados a la Operación Mato Grosso en la Zona de Conchucos. Al finalizar sus estudios, algunos son puestos en misión a Bolivia, Brasil y diversas provincias peruanas como Cajamarca, Huánuco y Cusco bajo el liderazgo de los Salesianos de Don Bosco.
Rectores:
- Ivo Baldi Gaburri (1995-2020)
- Giorgio Barbetta Manzocchi (2017-2019)[4]